# Ferrocarril Central de Buenos Aires

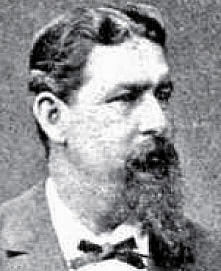
Federico Lacroze

El Ferrocarril Central de Buenos Aires (FCCBA) fue una compañía ferroviaria de Argentina que construyó y operó una línea de trocha media (1435 mm) desde la ciudad de Buenos Aires, atravesando la provincia de Buenos Aires, hasta la estación Cuatro de Febrero en la provincia de Santa Fe.

## Historia

### Tranvías urbanos
Los hermanos Federico y Julio Lacroze fueron pioneros en la apertura de líneas de tranvías (llamados también tramways en la época) tirados por caballos en la ciudad de Buenos Aires, la primera de las cuales fue el Tramway Central de Lacroze, para la cual obtuvieron el 26 de octubre de 1868 una concesión. Fue inaugurada el 27 de febrero de 1870 corriendo desde el Mercado del Plata (actualmente frente al Obelisco de Buenos Aires) hasta la plaza Miserere y desde 1878 llegó hasta la plaza de la Victoria (en la actual plaza de Mayo). La otra línea de los Lacroze fue el Tramway de la Boca y Barracas, que corrió inicialmente el 1 de septiembre de 1870 entre la plaza de la Victoria y el barrio de La Boca y desde febrero de 1873 fue ampliada hasta el barrio de Barracas. Esta línea fue vendida en 1887 a la Compañía de Tranvías Anglo Argentina, que en 1889 adquirió también el Tramway Central de Lacroze.

### Tramway Rural

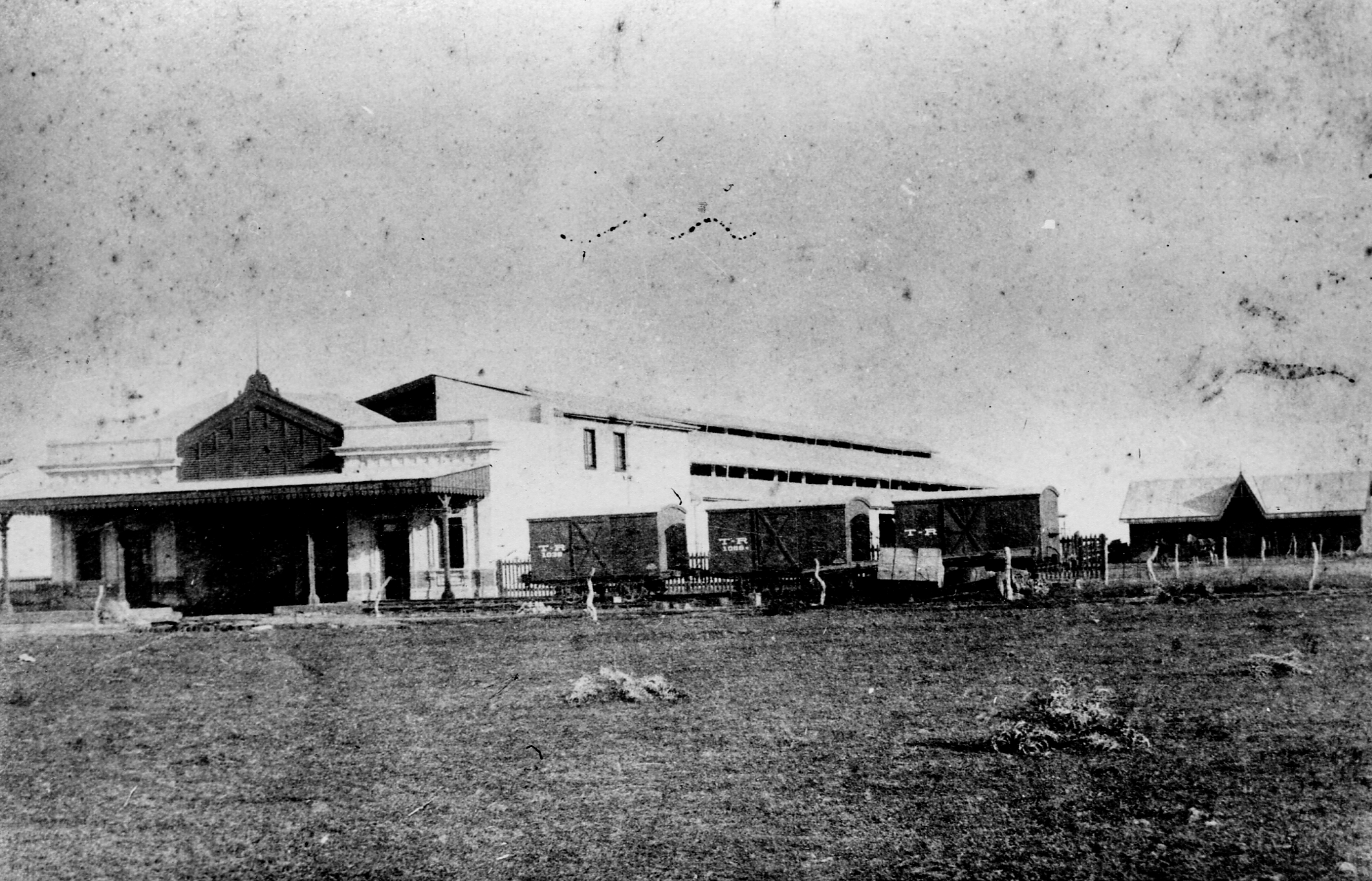
Estación Chacarita, circa 1880

El 2 de octubre de 1884 Federico Lacroze recibió por decreto una concesión para construir una línea de tranvías tirados por caballos en una extensión de 47 km de vías desde Buenos Aires a Pilar. El 25 de octubre de 1885 la Legislatura de la provincia de Buenos Aires aprobó también la concesión:

Art. 1°. Queda autorizado el P.E. para garantir á don Federico Lacroze, concesionario del tranvía que partiendo de Almagro, pase por San Martín, Bella Vista, San Miguel, Pilar, Capilla del Señor, Giles, Carmen de Areco, Salto, Rojas y Villa de Colón, comunicando la Capilla del Señor con Zárate y Campana, y que arrancando de Giles pase por la Villa de Luján, Marcos Paz, San Vicente y llegue hasta el dique n.º 1 de cabotaje del Puerto de La Plata...

El 27 de enero de 1886 por un decreto se aceptó modificar la traza y el 4 de febrero de 1886 se firmó un contrato de concesión. El 6 de abril de 1888 la línea entre Buenos Aires y Pilar fue librada al servicio con el nombre de Tramway Rural y el 27 de julio de ese año fue librado al servicio el tramo hasta Zárate, alcanzando 53 km. Sus estaciones eran: Buenos Aires (Lacroze), Chacarita, Lynch, San Martín, Pereyra, San Miguel, Piñero, Toro, Pilar, Empalme, Pavón, Capilla, Escalada y Zárate. El 24 de mayo de 1889 fue autorizado provisoriamente el ramal entre el km 60 (Fátima) y el pueblo de San Andrés de Giles. El 21 de octubre de 1889 se autorizó un desvío a la destilería de Magaldi. Desde el 5 de septiembre de 1891 se le permitió a la empresa operar con locomotoras a vapor, por lo que pasó a ser conocida como Tranvía Rural a Vapor. La ley n.º 3819 de 20 de septiembre de 1899 aprobó ese permiso. Sin embargo, dado que las vías transitaban por las calles de la ciudad de Buenos Aires, en esta jurisdicción no se les permitió el uso del vapor y se continuó con la tracción a sangre. La empresa construyó una terminal de cargas en el barrio de Balvanera conocida como Once-Lacroze y aprovechó que la línea pasaba por la estación Toro, en donde los Lacroze tenían un establecimiento rural, para transportar el forraje necesario para alimentar a los caballos en varios establos establecidos en la ciudad de Buenos Aires.
Una línea desde Fátima hasta Salto fue inaugurada hasta San Patricio (estación Heavy) el 17 de diciembre de 1892, hasta Carmen de Areco el 15 de marzo de 1894 y llegó finalmente hasta Salto el 1 de diciembre de 1896, cuando fue librada al servicio. Un decreto provincial de 28 de mayo de 1896 dispuso que la estación San Miguel del Tranvía Rural se denominase General Sarmiento. El 5 de abril de 1897 fueron denominadas las estaciones Kenny (km 155.200) y Salto (km 178.300).

### Ferrocarril Rural de la Provincia de Buenos Aires

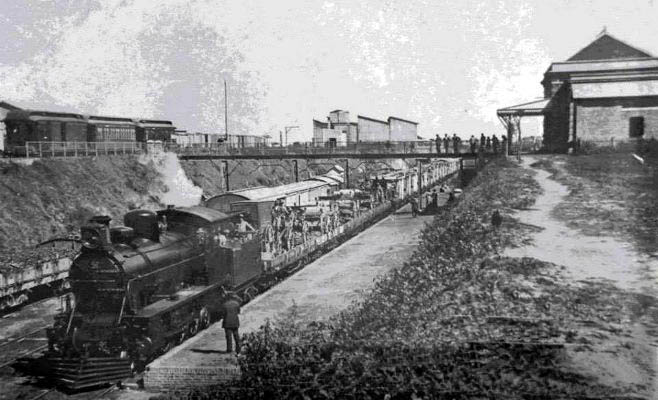
Tren en la estación Zárate, 1914

El 26 de agosto de 1897 la compañía cambió su nombre mediante un decreto del Gobierno de la provincia de Buenos Aires, pasando a denominarse Ferrocarril Rural de la Provincia de Buenos Aires, por lo que fue reconocido por decreto nacional con categoría de ferrocarril nacional el 31 de diciembre de 1897. La sección urbana, sin embargo, mantuvo su nombre de Tramway Rural hasta el 13 de junio de 1906 cuando fue renombrada Compañía de Tranvías Lacroze de Buenos Aires Limitada. Luego de la muerte de Julio (en 1890) y de Federico Lacroze (en 1899) continuó adelante bajo el liderazgo del hijo de este, Teófilo Lacroze. El 29 de septiembre de 1899 fue sancionada la ley nacional n.º 3819 que autorizó el uso de la tracción a vapor en el tramo de la estación Chacarita a los límites de la Ciudad de Buenos Aires, transitando ya por terrenos exclusivos y no por las calles. El 11 de abril de 1902 fue autorizado el desvío hacia los terrenos del Ferrocarril Buenos Aires y Rosario (Ferrocarril Central Argentino) en San Martín. El 30 de septiembre de 1902 fue autorizada la construcción de la estación Caseros en el km 17.612. El 6 de octubre de 1903 fue sancionada la ley nacional n.º 4234 que autorizó la extensión desde Salto a Rojas de 50 km aproximadamente. La ley n.º 4480 de 26 de octubre de 1904 autorizó la construcción del ramal a tracción eléctrica desde Chacarita al acantonamiento militar de Campo de Mayo. En la ley se especificó que la línea ferroviaria eléctrica debía llegar al Arsenal de Guerra, ubicado en el barrio de San Cristóbal, de manera de comunicarlo con Campo de Mayo.

### Ferrocarril Central de Buenos Aires
El 11 de octubre de 1906 pasó a denominarse Ferrocarril Central de Buenos Aires al autorizarse la transferencia de la sucesión de los hermanos Lacroze. Los ramales laterales a San Martín y a Campo de Mayo fueron abiertos el 20 de febrero de 1911 y el 30 de noviembre de 1914, respectivamente. El 4 de mayo de 1907 fue autorizada la doble vía entre las estaciones Chacarita y Villa Lynch. El 14 de marzo de 1908 se autorizó la tracción eléctrica desde la estación Federico Lacroze hasta San Martín, ramal inaugurado el 23 de noviembre de 1908 para tranvías eléctricos y que tenía tres estaciones: Lugones (km 7.90), Roma (km 8.50) y San Martín (hoy plaza Kennedy). 
En 1906 el Ferrocarril Central de Buenos Aires firmó un convenio con el Ferrocarril de Entre Ríos para que las formaciones de este ferrocarril circularan entre Zárate y Buenos Aires por las vías del primero una vez que se lograra la conexión con ferrobarcos. El 29 de mayo de 1908 fue inaugurada la conexión con ferrobarcos entre Zárate y Puerto Ibicuy en la provincia de Entre Ríos.
La línea fue extendida desde Salto hasta Rojas el 15 de marzo de 1909 y alcanzó su máxima extensión el 29 de julio de 1915 al inaugurarse el tramo hasta la estación Cuatro de Febrero. Aunque la idea era alcanzar Villa María en la provincia de Córdoba, en ese lugar de la provincia de Santa Fe se detuvo el ramal. En 1939 la Corporación de Transporte de la Ciudad de Buenos Aires tomó a su cargo los medios de transporte de la Ciudad de Buenos Aires incluyendo al Ferrocarril Central de Buenos Aires, pero fue devuelto a la familia Lacroze en 1943.
El ferrocarril tenía los siguientes intercambios:
- En Salto con la francesa Compañía General de Ferrocarriles en la Provincia de Buenos Aires, de trocha 1000 mm;
- En San Martín (Estación Miguelete) con la compañía británica Ferrocarril Central Argentino, de trocha 1676 mm;
- En Caseros con la compañía británica Ferrocarril Buenos Aires al Pacífico, de trocha 1676 mm.

La ley n.º 8870 de 1912 otorgó la concesión a la compañía Lacroze Hermanos para la construcción y operación de una línea eléctrica subterránea de 8,700 km y una rampa de acceso de 341 metros con empalme a las vías del Ferrocarril Central de Buenos Aires en la estación Federico Lacroze. Esta línea recibió el nombre de Ferrocarril Terminal Central de Buenos Aires y fue inaugurada hasta la estación Callao el 17 de octubre de 1930, hasta la estación Carlos Pellegrini el 22 de junio de 1930 y hasta Leandro N. Alem el 1 de diciembre de 1931. El enlace subterráneo con el subsuelo del edificio del Mercado de Abasto fue habilitado para vagones de carga del Ferrocarril Central de Buenos Aires el 12 de junio de 1933 y levantado después del incendio del 27 de noviembre de 1952. El 17 de febrero de 1939 esta línea subterránea pasó a ser administrada por la Corporación de Transporte de la Ciudad de Buenos Aires y recibió el nombre de Línea B. El 1 de enero de 1940, por decreto n.º 50284 del 18 de diciembre de 1939, se clausuró definitivamente la estación de cargas Once-Lacroze.

### Cronología de inauguración de ramales
- 6 de abril de 1888, tranvía a caballo entre Buenos Aires y Pilar.
- 27 de julio de 1888, tramo del tranvía a caballo entre Pilar y Zárate.
- 24 de mayo de 1889 (provisorio), ramal entre el empalme en Fátima y San Andrés de Giles.
- 5 de septiembre de 1891, pasó a ser tranvía a vapor en el tramo de la provincia de Buenos Aires.
- 17 de diciembre de 1892, tramo de San Andrés de Giles hasta estación Heavy.
- 15 de marzo de 1894, tramo de estación Heavy a Carmen de Areco.
- 1 de diciembre de 1896, tramo de Carmen de Areco a Salto.
- 29 de septiembre de 1899, uso del vapor en el tramo de la ciudad de Buenos Aires.
- 4 de mayo de 1907, doble vía entre las estaciones Chacarita y Villa Lynch.
- 29 de mayo de 1908, conexión con ferrobarcos del Ferrocarril Entre Ríos entre Zárate y Puerto Ibicuy, y enlace entre las estaciones Zárate Alto y Bajo.
- 23 de noviembre de 1908, tranvías eléctricos entre las estaciones Lacroze y San Martín.
- 15 de marzo de 1909, tramo entre Salto y Rojas.
- 20 de febrero de 1911, desvío hasta la estación San Martín del Ferrocarril Buenos Aires y Rosario (Ferrocarril Central Argentino).
- 30 de noviembre de 1914, ramal a Campo de Mayo.
- 29 de julio de 1915, tramo entre Rojas y la estación 4 de febrero.
- 17 de octubre de 1930, conexión subterránea en estación Lacroze con el Ferrocarril Terminal Central de Buenos Aires.
- 12 de junio de 1933, conexión subterránea con el Mercado de Abasto por medio del Ferrocarril Terminal Central de Buenos Aires.

### Incorporación al Ferrocarril General Urquiza
Por decreto nacional n.º 9877 de 25 de abril de 1949 se aprobó el convenio entre el Ministerio de Transporte de la Nación y Federico M. Lacroze, representante de los accionistas del Ferrocarril Central de Buenos Aires, por el que fue adquirido por el Estado nacional el último ferrocarril concesionado de Argentina que quedaba en manos privadas, a un valor de 5 980 000 pesos moneda nacional, cancelándose también todas sus obligaciones financieras por otro convenio con sus acreedores.
El 12 de mayo de 1949 el Estado nacional efectivizó el pago de la compra y tomó posesión del Ferrocarril Central de Buenos Aires anexándolo al recién creado Ferrocarril Nacional General Urquiza, aunque debido a que no se firmó ningún acta de toma de posesión al estar liquidada la empresa, la escrituración de los bienes a favor del Estado Nacional recién fue ordenada por decreto ley n.º 19454 de 24 de enero de 1972.
El ramal ferroviario Fátima-Rojas-Cuatro de Febrero fue clausurado desde Rojas a Cuatro de Febrero el 1 de agosto de 1961 a consecuencia del Plan Larkin del presidente Arturo Frondizi. En 1974 el ramal fue rehabilitado hasta la Estación Sarasa por poco tiempo y a principio de la década de 1980 fueron desmanteladas las vías a partir de Rojas.
El decreto n.º 6369 de 28 de julio de 1961 ordenó la clausura del ramal Villa Lynch-San Martín y se desmantelaron sus vías. En 1967 la vía doble y el servicio eléctrico fueron extendidos desde la Estación Ejército de los Andes (km 18) hasta Campo de Mayo.
Los servicios desde Lacroze a Rojas fueron suprimidos el 21 de noviembre de 1993. En 1993 el ferrocarril fue concesionado tomando el nombre de Ferrocarril Mesopotámico General Urquiza. Desde 1994 los servicios entre las terminales Federico Lacroze y General Lemos fueron operados por Metrovías S.A.